# P-50Sz
P-50Sz (ros. П-50Ш) – sowiecka bomba ćwiczebna służąca do nauki bombardowania bombami hamowanymi. Wewnątrz korpusu bomby mieści się świeca dymna z przymocowanym spadochronem hamującym. W otworze czołowym zamocowany jest zapalnik odległościowy. Po zrzucie i zadziałaniu zapalnika świeca jest wyrzucana z korpusu i opada na spadochronie na ziemię. Punkt upadku jest taki sam jak imitowanej bomby. Rodzaj imitowanej bomby zmienia się regulując nastawę zapalnika.